# Ô mai
Un ô mai (du vietnamien ô mai, signifiant « abricot noir »), est un médicament de la médecine traditionnelle de certains pays tels que le Vietnam et la Chine, mais maintenant, il a plutôt le sens d’une sucrerie confite. Les Vietnamiens du Sud appellent souvent les ô mai par un autre nom : xí muội (dans le Nord, le mot xí muội désigne un type particulier de ô mai, très salé et acide avec peu de sucre).

## Préparation

### En médecine
Les Chinois le préparent de la manière suivante : on récolte les abricots presque mûrs puis on les place dans de la cendre de paille macérée jusqu’à ce qu’ils soient mûrs et enfin on les sèche au soleil.
Les Vietnamiens, eux, prennent les abricots presque mûrs et les font cuire à la vapeur pour qu’ils ramollissent et les sèchent au soleil à trois ou quatre reprises. Après le séchage, ils les imprègnent de jus de bồ-hóng (suie)[pas clair] puis les font à nouveau sécher et répètent cette procédure plusieurs fois. Une autre façon de faire est de sécher les abricots verts en cuisine afin d’atteindre la couleur noire.
Dans la médecine orientale, le médicament ô mai est généralement préparé de la manière suivante : les abricots sont récoltés mûrs, ramollis par séchage dans l’ombre, puis séchés au soleil et salés neuf fois. Une fois cette opération terminée, les abricots atteignent la couleur noire (o signifie « noir ») ou les grains de sel blanc cristallisent sur la surface (on parle alors d’abricots blancs).

### Dans la cuisine
L’ô mai est aussi le nom d’un produit issu de fruits confits. Le principal ingrédient d’un ô mai en tant qu’aliment est un fruit comme la prune, le citron, le tamarin, la pêche, la mangue, le jacquier, l’ananas ou même la pomme dans la diaspora[Laquelle ?].
Pour les caractéristiques propres de couleur et de saveur, chaque installation de fabrication a son propre secret avec nombreux processus raffinés.
Tout d’abord, il faut choisir des fruits appétissants et frais. Ensuite, ils sont nettoyés, salés, séchés et cuits à la vapeur. Après ils sont traités (frits, séchés) puis imprégnés dans une combinaison de condiments tels que sucre, sel, gingembre, poivre ou réglisse. Avec ces fruits, on peut en faire des plats de différents goûts attractifs : aigre, salé, sucré, frit, humide ou souvent très sec. Les ô mai sont donc souvent nommés ô mai combiné avec le nom du principal ingrédient et la manière de le préparer comme « ô mai de pêche acide, piquant, sucré »  (ô mai mận chua cay mặn ngọt), « ô mai d’abricot et gingembre frit » (ô mai mơ xào gừng).